# IB Berufliche Schulen Tübingen
Die IB Beruflichen Schulen Tübingen sind berufsbildende Schulen in Tübingen. Sie gehören zum Internationalen Bund (IB).

## Bildungsgänge
Die Allgemeine Hochschulreife kann im dreijährigen Sozial- und Gesundheitswissenschaftlichen Gymnasium mit dem Profil Soziales erworben werden.
Die Ausbildung zum staatlich anerkannten sozialpädagogischen Assistenten umfasst die zweijährige Berufsfachschule sowie ein einjähriges Berufspraktikum.
Die Ausbildung zum staatlich anerkannten Jugend- und Heimerzieher kann in der dreijährigen Fachschule für Sozialwesen mit dem Schwerpunkt Jugend- und Heimerziehung erworben werden.
Die dreijährige Schule für Logopädie führt zum staatlich anerkannten Logopäden.

## Pädagogisches Konzept
Mit Auslands- und Freizeitaktivitäten vermittelt die Schule neben Wissen auch interkulturelle Kompetenzen. Darüber hinaus bietet die Schule Betriebspraktika und Abschlüsse in Fremdsprachen zur beruflichen Vorbereitung an.